# Liste der Bildungssenatoren von Bremen
Dies ist eine Liste der Bildungssenatoren der Freien Hansestadt Bremen.

## Senatoren vor 1945, die auch für Bildung zuständig waren
- Hermann Rhein (SPD), von 1928 bis 1931
- Richard von Hoff (NSDAP), von 1933 bis 1945

## Bildungssenatoren seit 1945
| Name                                                      | Amtsantritt                                                             | Senat                                   | Partei                            |
| Senator für Schulen und Erziehung                         | Senator für Schulen und Erziehung                                       | Senator für Schulen und Erziehung       | Senator für Schulen und Erziehung |
| --------------------------------------------------------- | ----------------------------------------------------------------------- | --------------------------------------- | --------------------------------- |
| Christian Paulmann                                        | 6. Juni 1945 1. August 1945 28. November 1946                           | Vagts Kaisen I Kaisen II                | SPD                               |
| Senator für Schulen und Erziehung, Kunst und Wissenschaft |                                                                         |                                         |                                   |
| Christian Paulmann                                        | 22. Januar 1948                                                         | Kaisen III                              | SPD                               |
| Senator für Bildung                                       |                                                                         |                                         |                                   |
| Willy Dehnkamp                                            | 29. November 1951 28. Dezember 1955 21. Dezember 1959 26. November 1963 | Kaisen IV Kaisen V Kaisen VI Kaisen VII | SPD                               |
| Moritz Thape                                              | 20. Juli 1965 28. November 1967                                         | Dehnkamp Koschnick I                    | SPD                               |
| Senator für Bildung, Wissenschaft und Kunst               |                                                                         |                                         |                                   |
| Moritz Thape                                              | 15. Dezember 1971                                                       | Koschnick II                            | SPD                               |
| Senator für Bildung                                       |                                                                         |                                         |                                   |
| Moritz Thape                                              | 3. November 1975                                                        | Koschnick III                           | SPD                               |
| Horst von Hassel                                          | 7. November 1979                                                        | Koschnick IV                            | SPD                               |
| Horst Werner Franke (kommissarisch)                       | 31. August 1983                                                         | Koschnick IV                            | SPD                               |
| Senator für Bildung, Wissenschaft und Kunst               |                                                                         |                                         |                                   |
| Horst Werner Franke                                       | 10. November 1983 18. September 1985 15. Oktober 1987                   | Koschnick V Wedemeier I Wedemeier II    | SPD                               |
| Henning Scherf                                            | 6. Februar 1990                                                         | Wedemeier II                            | SPD                               |
| Senator für Bildung und Wissenschaft                      |                                                                         |                                         |                                   |
| Henning Scherf                                            | 11. Dezember 1991                                                       | Wedemeier III                           | SPD                               |
| Senator für Bildung, Wissenschaft, Kunst und Sport        |                                                                         |                                         |                                   |
| Bringfriede Kahrs                                         | 4. Juli 1995                                                            | Scherf I                                | SPD                               |
| Senator für Bildung und Wissenschaft                      |                                                                         |                                         |                                   |
| Wilfried Lemke                                            | 7. Juli 1999 4. Juli 2003 8. November 2005                              | Scherf II Scherf III Böhrnsen I         | SPD                               |
| Renate Jürgens-Pieper                                     | 29. Juni 2007                                                           | Böhrnsen II                             | SPD                               |
| Senator für Bildung, Wissenschaft und Gesundheit          |                                                                         |                                         |                                   |
| Renate Jürgens-Pieper                                     | 30. Juni 2011                                                           | Böhrnsen III                            | SPD                               |
| Senator für Bildung und Wissenschaft                      |                                                                         |                                         |                                   |
| Eva Quante-Brandt                                         | 13. Dezember 2012                                                       | Böhrnsen III                            | SPD                               |
| Senator für Kinder und Bildung                            |                                                                         |                                         |                                   |
| Claudia Bogedan                                           | 15. Juli 2015 15. August 2019                                           | Sieling Bovenschulte I                  | SPD                               |
| Sascha Karolin Aulepp                                     | 7. Juli 2021 5. Juli 2023                                               | Bovenschulte I Bovenschulte II          | SPD                               |